# Leptoconops binangulus
Leptoconops binangulus är en tvåvingeart som beskrevs av Yu 1989. Leptoconops binangulus ingår i släktet Leptoconops och familjen svidknott. Inga underarter finns listade i Catalogue of Life.